# Mademoiselle de Joncquières
Pour plus de détails, voir Fiche technique et Distribution.
Mademoiselle de Joncquières est un drame romantique français écrit et réalisé par Emmanuel Mouret, sorti en 2018. Il s’agit de l’adaptation de l’Histoire de Mme de la Pommeraye, insérée dans le roman Jacques le Fataliste et son maître de Denis Diderot (1784), qui avait déjà librement inspiré en 1945 Les Dames du bois de Boulogne à Robert Bresson.

## Synopsis
L'action se déroule en France au XVIIIe siècle. Madame de La Pommeraye (Cécile de France), jeune et jolie veuve aux mœurs irréprochables et qui se pique de n'avoir jamais été amoureuse, finit par céder aux avances du libertin marquis des Arcis (Édouard Baer) qui la courtise avec assiduité durant près de six mois. Après plusieurs années d'une idylle parfaite basée sur une honnêteté réciproque et sans engagement, elle prend conscience que le marquis s’est peu à peu lassé d'elle. Après consultation de son amie Lucienne (Laure Calamy), elle sonde les sentiments du marquis en lui faisant croire que c'est elle qui a perdu la passion qui les animait tous les deux. Le marquis, d'abord surpris de cette confidence inattendue, avoue immédiatement que c'est exactement le même ressenti pour lui mais qu'il n'osait lui dire. Il la remercie de l'avoir délivré de ce poids et ils mettent ainsi fin à leur relation.
Brisée et blessée dans son orgueil, Mme de la Pommeraye met en œuvre un plan pour se venger de ce qu'elle considère comme une trahison profonde. Elle va chercher Mme de Joncquières (Natalia Dontcheva), une femme dont le triste destin lui avait été raconté par son amie : issue d'une union illégitime et abusée par un séducteur, elle et sa fille (Alice Isaaz) se sont retrouvées sans ressources et contraintes à la prostitution. La fille est réputée « belle comme un ange » et servira de proie.
Mme de la Pommeraye les convainc aisément et leur fournit le gîte et le couvert, leur demandant en échange de se montrer désormais pieuses et dévotes, avant de les présenter au marquis des Arcis. Celui-ci, convaincu de la dévotion et de la virginité de mademoiselle de Joncquières, en devient fou amoureux. Sa convoitise est décuplée par la distance que Mme de la Pommeraye prend soin de maintenir en empêchant plusieurs fois le marquis de revoir la demoiselle. Celui-ci finit par engager des enquêteurs pour la retrouver, et lui proposer des bijoux et de très fortes sommes d'argent, jusqu'à mettre sa fortune en péril. Mais c'est encore insuffisant pour Mme de la Pommeraye qui ordonne à la mère et la fille de refuser systématiquement toutes les offres. Le marquis en vient alors à demander la jeune fille en mariage. Cette dernière accepte malgré elle, souffrant énormément de cette situation fondée sur le mensonge et craignant que le marquis ne découvre un jour la vérité. Voyant sa femme mal à l'aise le soir de la nuit de noces, le marquis lui promet de ne pas la toucher tant qu'elle jugera que le moment n'est pas encore venu. 
Dès le lendemain du mariage, Mme de la Pommeraye amène par surprise le marquis, sa jeune épouse et sa mère dans le lupanar où elles exerçaient leur activité de péripatéticienne. Ils comprennent alors tous les trois qu'ils sont l'objet d'une manipulation ourdie par Mme de La Pommeraye qui triomphe en annonçant au marquis qu'il sera désormais la risée de l'aristocratie locale. Profondément humiliée, trompée par Mme de La Pommeraye et maintenant rejetée par son mari, la jeune mariée tente de se suicider. Elle est sauvée in extremis par des paysans et ramenée chez le marquis, qui accepte de la soigner. Dès son réveil il lui redonne sa liberté tout en assurant dignement son avenir et celui de sa mère. Mais devant la sincérité et l'honnêteté de la jeune femme, le marquis est finalement séduit et ils décident de rester ensemble et de se retirer sur ses terres. Au moment de partir, le couple rencontre Lucienne et le marquis demande de transmettre ses remerciements à Mme de la Pommeraye, sans laquelle il n'aurait jamais connu son épouse.
Mme de la Pommeraye reçoit son amie Lucienne. Cette dernière lui ment en prétendant que le marquis a quitté la ville seul, sans sa nouvelle épouse. Elle ne transmet pas les remerciements et garde secret le nouveau bonheur du marquis. Mme de la Pommeraye ment de son côté en prétendant qu'elle est désormais en paix vis-à-vis du marquis, peu lui importe qu'il soit parti ou non avec son épouse.

## Fiche technique
Sauf indication contraire ou complémentaire, les informations mentionnées dans cette section peuvent être confirmées par la base de données Unifrance
- Titre français : Mademoiselle de Joncquières
- Réalisation : Emmanuel Mouret
- Assistante réalisatrice : Juliette Maillard
- Scénario : Emmanuel Mouret, d'après l'Histoire de Mme de la Pommeraye incluse dans Jacques le Fataliste et son maître de Denis Diderot[1]
- Décors : David Faivre, assisté de Baptiste Tordeux
- Costumes : Pierre-Jean Larroque
- Photographie : Laurent Desmet
- Son : Maxime Gavaudan
- Montage : Martial Salomon
- Distribution artistique : Constance Demontoy
- Production : Frédéric Niedermayer / Coproduction : Olivier Père
- Sociétés de production : Moby Dick Films ; Arte France Cinéma et Reborn Production (coproductions)
- Sociétés de distribution : Pyramide Distribution ; K-Films Amérique (Québec), Vertigo Films Distribution (Belgique)
- Pays de production :  France
- Langue originale : français
- Genre : drame romantique
- Durée : 109 minutes
- Dates de sortie :
  - Canada : 7 septembre 2018 (Festival international du film de Toronto)
  - Belgique, France : 12 septembre 2018
  - Québec : 16 novembre 2018

## Distribution

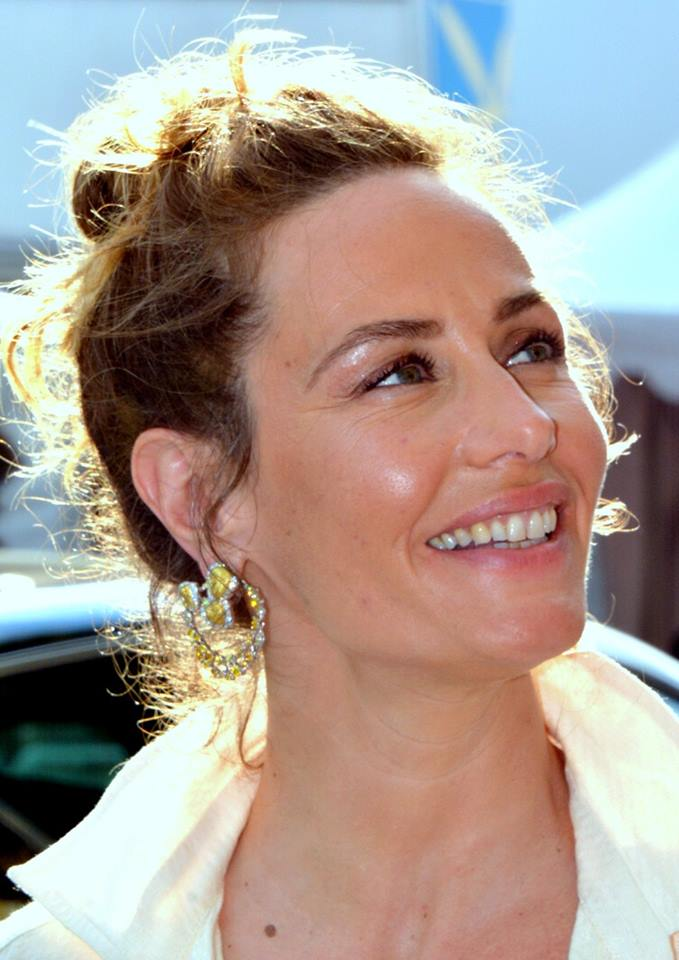
Cécile de France lors du festival de Cannes 2018.

- Cécile de France : Madame de La Pommeraye
- Édouard Baer : le marquis des Arcis
- Alice Isaaz : Mademoiselle de Joncquières
- Natalia Dontcheva : Madame de Joncquières, sa mère
- Laure Calamy : Lucienne, l'amie de Madame de La Pommeraye
- Manon Kneusé : une courtisane
- Arnaud Dupont : l'homme de main de la marquise
- Gabrielle Atger : une femme noble
- Juliette Laurent : la première domestique de Madame
- Corinne Valancogne : la deuxième domestique de Madame
- Edith Proust : la troisième domestique de Madame
- Jean-Michel Lahmi : un homme noble
- Emilie Aubertot: la première domestique du marquis
- Alban Casterman : le premier valet du marquis
- Pierre Giraud : le deuxième valet du marquis
- Franck Guérin : l'homme de main du marquis
- Sébastien Laudenbach : le peintre
- Iákovos Pappás : le joueur d'épinette

## Production

### Adaptation
Emmanuel Mouret adapte assez fidèlement l'Histoire de Mme de la Pommeraye, personnage imaginé par Denis Diderot. Dans le roman, Mme d'Aisnon et sa fille se font appeler Duquênoi à la demande de Mme de la Pommeraye, alors que dans l'adaptation c'est le patronyme de Joncquières, homonyme du titre du film, qui est utilisé.

### Musique
À l’exception du menuet de L’Arlésienne, suite no 2, composée par Georges Bizet au XIXe siècle, joué au début du film, et d’une pièce pour piano intitulée Mademoiselle de Joncquières et composée pour la fin du générique par Giovanni Mirabassi (né en 1970), seules les compositions suivantes du XVIIIe siècle ont été retenues pour l’accompagnement musical du film, :
- Pizzicato (fragment d’un concerto pour violon, cordes et basse continue) de Johann Georg Reutter
- Menuets I et II en la majeur et en la mineur de Claude Balbastre
- Menuet BWV 114 de Jean-Sebastien Bach
- Menuet en sol mineur BWV 115 de Jean-Sebastien Bach
- Sonate en do mineur : Allegro espressivo de Giovanni Pescetti
- Concerto pour harpe et orchestre : II. Andante lento de François-Adrien Boieldieu
- Water Music, suite no 3 : Gigues I et II (HWV 350) de Georg Friedrich Haendel
- Concerto op. 3, no 2 en sol mineur (RV 578) d'Antonio Vivaldi
- Concerto RV 566 : Allegro assai d'Antonio Vivaldi
- Sonate en do majeur Kk. 159 de Domenico Scarlatti
- Concerto BWV 1052 : Allegro de Jean-Sebastien Bach
- Adagio en majeur BWV 564 de Jean-Sebastien Bach
- Les Quatre Saisons, Concerto no 3 en fa majeur, op. 8 (RV 293), « L'Automne » : II. Adagio d'Antonio Vivaldi
- Les Quatre Saisons, Concerto no 2 en sol mineur, op. 8 (RV 315), « L'Été » : I. Allegro non molto (RV 315) d'Antonio Vivaldi
- Sonate op. 1, no 12, (RV 63) « La Folia » : I. Adagio d'Antonio Vivaldi

### Lieux de tournage
Le film a été tourné au cours de l'été 2017, dans la Sarthe et en Île-de-France. Le château de Sourches, situé à Saint-Symphorien à 25 km du Mans, a servi de décor pour la maison du marquis des Arcis et pour les extérieurs du château de madame de La Pommeraye,. Des scènes ont également été tournées à la cathédrale Saint-Maclou de Pontoise, au château d'Ennery près de Pontoise et au domaine national de Marly-le-Roi.

## Accueil

### Festival et sorties
Mademoiselle de Joncquières est sélectionné dans la catégorie « Platform » et présenté le 7 septembre 2018 au Festival international du film de Toronto au Canada. Il est projeté en salles à partir du 12 septembre 2018 en Belgique et en France, à partir du 3 octobre 2018 en Suisse romande et à partir du 16 novembre 2018 au Québec.

### Critiques
Les critiques accueillent le film de manière positive, notamment dans Télérama, Le Monde, Le Figaro ou Culturebox.

## Distinctions

### Récompenses
- Festival du film de Cabourg 2019 : meilleure adaptation pour Emmanuel Mouret
- César 2019 : meilleurs costumes pour Pierre-Jean Larroque

### Sélection
- Festival international du film de Toronto 2018 : section « Platform »

### Nominations
- Lumières de la presse internationale 2019 :
  - Meilleur film
  - Meilleure actrice pour Cécile de France
  - Meilleur scénario pour Emmanuel Mouret
  - Meilleure image pour Laurent Desmet
- Magritte 2019 : meilleur actrice pour Cécile de France
- César 2019 :
  - Meilleur acteur pour Édouard Baer
  - Meilleure actrice pour Cécile de France
  - Meilleure adaptation pour Emmanuel Mouret
  - Meilleure photographie pour Laurent Desmet
  - Meilleurs décors pour David Faivre

### Documentation
- Dossier pédagogique Mademoiselle de Joncquières
- Jacques le Fataliste et son maître sur Wikisource (le récit commence à la page 111)